# Aeonium aizoon
Aeonium aizoon är en fetbladsväxtart som först beskrevs av Carl August Bolle, och fick sitt nu gällande namn av T.H.M. Mes. Aeonium aizoon ingår i släktet Aeonium och familjen fetbladsväxter. Inga underarter finns listade i Catalogue of Life.